# Monument équestre à Gattamelata
Le Monument équestre à Gattamelata est une sculpture en bronze de Donatello commémorant le Condottiere italien de la république de Venise Erasmo da Narni, dit Gattamelata ; elle est située sur la Piazza del Santo à Padoue, le parvis de la basilique Saint-Antoine, à l'emplacement d'un ancien cimetière.
Sa réalisation date de 1446-1453.

## Histoire
Après la mort de Erasmo de Narni en 1443 et à ses funérailles dans l'église Saint-Antoine à Padoue, ce monument équestre est réalisé à l'initiative de sa veuve et de ses exécuteurs testamentaires. Ce n'est que plus tard que la caste des condottieri de la seigneurie de Venise s'attribue cette commande en faisant graver une inscription sur la tombe de son capitaine. Le projet semble dater de 1443, année de la mort du condottiere. Les dépenses sont assumées par sa veuve Giocoma Gentile della Leonessa avant que le Sénat de la Sérenissime n'y participe. L'érection d'un tel monument a certainement nécessité l'autorisation de la République qui a laissé le choix du sculpteur aux commanditaires.
La commande est confiée au Florentin Donato di Niccolo di Betto Bardi, plus connu sous le nom de Donatello, déjà réputé comme l'un des maitres de la sculpture italienne et grand connaisseur de l'art antique. Il est choisi alors qu'il réside depuis 1443 à Padoue où il a reçu d'importantes commandes pour le décor de la basilique Saint-Antoine, en particulier son maître-autel.
L'exécution de la statue est retardée par de nombreux délais car Donatello est occupé par ses commandes pour la basilique. Il commence à y travailler en 1446. Au printemps 1447, les moules destinés à la fonte du cavalier et du cheval sont prêts, mais la statue n'est finalement placée sur son socle qu'en 1453.
Elle est la plus ancienne statue équestre de la Renaissance et la première à réintroduire la grandeur du portrait équestre classique. Le projet est audacieux car depuis l'Antiquité, les statues équestres érigées en des lieux publics étaient l'apanage des seuls rois et princes. Après sa réalisation, la statue fut un exemple pour les sculptures postérieures en l'honneur des héros militaires.

## Description

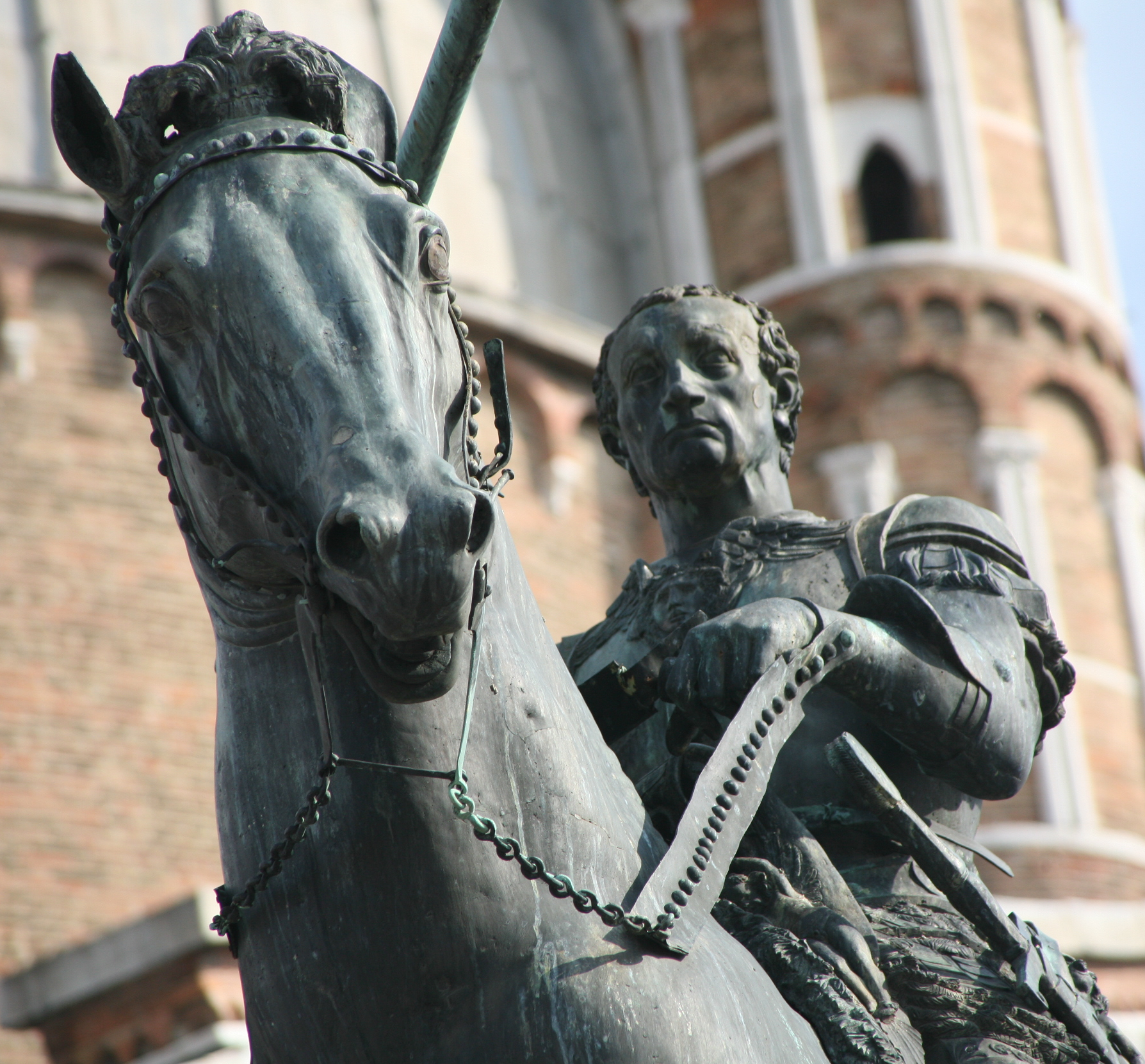
Détail de la statue équestre.

La statue, qui représente le condottiere grandeur nature, en armure à la mode romaine et tête nue, tenant son bâton de commandement dans sa main droite levée, sur son cheval, a été réalisée par la méthode de la cire perdue. Les éléments de sa cuirasse, sa selle et le caparaçon sont finement décorés. L'écu blasonné qu'il tient dans la main gauche est peut-être celui donné en 1438 par le Sénat de Venise, insigne de sa fonction de capitaine général.
Ce n'est pas un monument funéraire, le piédestal haut de plus de 8 mètres sur lequel s'élève le groupe équestre est vide. La tombe du condottiere se trouve dans la basilique.
Elle mesure 340 x 390 cm. Elle est posée sur un socle de 780 × 410 cm.
Le socle rectangulaire sous le cheval  est posé sur un caisson du genre sarcophage historié qui comporte, sur le panneau bas-relief du côté droit, les armoiries de Gattamelata flanqué de deux génies ailés montrant l'armure de bataille du héros et son casque surmonté d'un chat (emblème du condottière) en cimier ; sur le panneau bas-relief du côté gauche, deux autres génies ailés tiennent  un écusson comportant un entrelacs et la signature du maître. Le tout repose sur une base arrondie en forme de colonne prolongeant la sarcophage à travers une avancée rectangulaire. Le bas comporte, de part et d'autre des portes symbolisant probablement l'entrée des enfers.

## Analyse
Pour réaliser ce monument, Donatello s'est inspiré de modèles antiques comme la statue de Marc-Aurèle sur la place du Capitole de Rome, la statue antique du Regisole de Pavie, détruite en 1796, ainsi que du quadrige de la basilique Saint-Marc de Venise pour le cheval.
Au lieu de réaliser le héros plus grand que nature, comme la statue équestre de Marc Aurèle à Rome, où une sorte de hiérarchie de dimension montre la puissance du sujet, Donatello utilise ici l'émotion, la position et le symbolisme pour transmettre le même message. La simple représentation de l'homme réel est suffisante pour transmettre sa puissance.
Le visage du cavalier ne respecte pas l'âge avancé de Gattamelata, mort de maladie à 70 ans. C'est le visage d'un homme jeune, en pleine possession de ses moyens, dont le regard impérieux exprime une calme volonté. Ce portrait idéalisé et naturaliste cherche à faire oublier la carrière assez peu glorieuse du condottiere, plus connu pour ses atermoiements et sa prudence que pour ses victoires.
Pour le cheval, les proportions sont moins harmonieuses (croupe et poitrail) ;  sa posture est amblée (elle montre des pattes avancée et levées du même côté).
Le modèle romain ne doit pas faire oublier la nouveauté de l'œuvre qui combine idéalisation et naturalisme. La tension du puissant destrier retenu par le bride par le capitaine, l'attention méticuleuse portée sur les ornements de la selle et de l'armure témoignent du caractère inédit de la statue. Elle connut une gloire immédiate de la part de ses contemporains. Avant même qu'elle ne soit élevée sur son piédestal, le roi de Naples Alphonse d'Aragon avait demandé à Donatello de lui en sculpter une.